# Östersunds Stora Stayerlopp
Östersunds Stora Stayerlopp är ett travlopp för 3-åriga och äldre varmblodstravare som sedan 2007 körs på Östersundstravet i Östersund i Jämtlands län varje år i juli. Förstapris i loppet är 125 000 kronor.
Loppet körs över den långa distansen 3140 meter och med 20 meters tillägg för hästar som tjänat över 300 000 kr, 40 meters tillägg för hästar som tjänat över 600 000 kr och 60 meters tillägg för hästar som tjänat över 1 150 000 kr.

## Vinnare
| År   | Häst                                    | Kusk                                    | Tränare                                 |
| ---- | --------------------------------------- | --------------------------------------- | --------------------------------------- |
| 2024 | Loppet kördes som Franceska Stars Minne | Loppet kördes som Franceska Stars Minne | Loppet kördes som Franceska Stars Minne |
| 2023 | Money Smile                             | Per Linderoth                           | Per Linderoth                           |
| 2022 | King Cole                               | Daniel Wäjersten                        | Daniel Wäjersten                        |
| 2021 | Marre's Dreamboy                        | Jörgen Westholm                         | Jörgen Westholm                         |
| 2020 | OnTrack He's Black                      | Nicklas Westerholm                      | Nicklas Westerholm                      |
| 2019 | Spickleback Face                        | Robert Bergh                            | Robert Bergh                            |
| 2018 | Flash Hammering                         | Jörgen Westholm                         | Jörgen Westholm                         |
| 2017 | Casanova Sisu                           | Ulf Ohlsson                             | Markus Pihlström                        |
| 2016 | Amaru Boko                              | Robert Bergh                            | Robert Bergh                            |
| 2015 | Sorbet                                  | Daniel Redén                            | Daniel Redén                            |
| 2014 | Alfas da Vinci                          | Joakim Lövgren                          | Joakim Lövgren                          |
| 2013 | Stay The Night                          | Robert Bergh                            | Robert Bergh                            |
| 2012 | Highlight Brizard                       | Per Lennartsson                         | Per Lennartsson                         |
| 2011 | Up Date Hoss                            | Erik Adielsson                          | Stig H. Johansson                       |
| 2010 | Imola November                          | Johnny Takter                           | Lutfi Kolgjini                          |
| 2009 | Fisher King                             | Johnny Takter                           | Lutfi Kolgjini                          |
| 2008 | Joel Cortina                            | Lutfi Kolgjini                          | Lutfi Kolgjini                          |
| 2007 | Roi d'Inverne                           | Erik Adielsson                          | Robert Bergh                            |